# Kilwinning
Kilwinning (schottisch-gälisch: Cill Fhinnean) ist eine Stadt in North Ayrshire, Schottland mit 16.599 Einwohnern.
In Eglinton Castle (Sitz des Earl of Eglinton) wird hauptsächlich an das große Turnier von 1839 erinnert. Der alte Bauernhof ist in den Eglinton Land-Park umgewandelt worden, der für Besucher geöffnet ist.
Dirrans burial ist eine Art Steinkiste unbekannten Alters und ungewöhnlicher Form im Süden von Kilwinning.

## Söhne und Töchter der Stadt
- Tom Bell (1875–1914), Fußballspieler
- Des Browne (* 1952), Politiker
- Katy Clark (* 1967), Politikerin
- Duncan Currie (1892–1916), schottischer Fußballspieler
- Julie Fleeting (* 1980), schottische Fußballspielerin
- Colin Friels (* 1952), australischer Schauspieler
- Jim Galloway (1936–2014), kanadischer Jazzmusiker
- Colin Hay (* 1953), Sänger und Frontmann der australischen Rockband Men at Work
- James MacMillan (* 1959), Komponist und Dirigent
- Jim Stewart (* 1954), schottischer Fußballspieler